# Arverno-méditerranéen

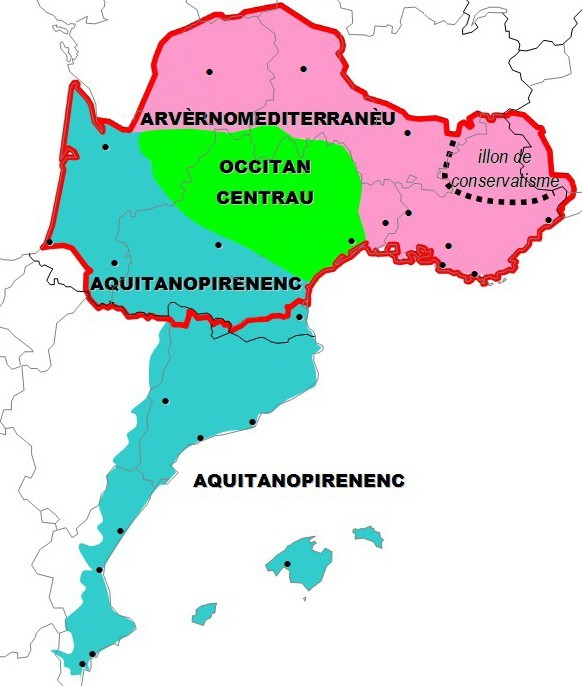
Classification supradialectale de l'occitan et des langues occitano-romanes (occitan et catalan). Arverno-méditerranéen en rose.

L'arverno-méditerranéen ou alverno-méditerranéen (arvèrnomediterranèu en occitan) est une classification supra-dialectale de la langue occitane, mais aussi d'une manière plus générale de la famille des langues occitano-romanes, actuellement utilisée dans le milieu de la recherche. 
Elle regroupe dans un même ensemble nord-occitan (parlers auvergnat, limousin et vivaro-alpin) et le provençal.

## Description
Cette classification est soumise pour la première fois dans les travaux de Pierre Bec, et notamment son ouvrage, faisant encore office de référence en la matière, La langue occitane publié en 1963 dans la collection Que sais-je ? aux Presses universitaires de France. Dans ce livre, le linguiste découpe pour la première fois l'ensemble occitano-roman en trois ensembles : l'arverno-méditerranéen, l'occitan central et l'aquitano-pyrénéen,. 

Découpage supradialectal des langues occitano-romanes selon le linguiste Domergue Sumien.

Il s'agit d'une classification qui est aujourd'hui utilisée par l'intégralité du milieu universitaire,,, quant à la compréhension des groupes supradialectaux de l'occitan,,. Son principe a notamment été réactualisé par les travaux du linguiste Domergue Sumien,. Il est également repris par l'Academia occitana.

### Traits particuliers
L'arverno-méditerranéen se situe autour des principaux pôles d'influences linguistiques de cette région que sont l'Auvergne et la Provence, qui lui donnent leur nom.
Il est marqué par des traits linguistiques bien particulier comme par exemple la perte des consonnes finales, du s au pluriel ou une forte utilisation des nasales et semi-nasales. Certains traits sont uniquement présents dans l'arverno-méditerranéen : ex. le C est préféré dans certains radicaux au G ; Lo cat en arverno-méditerranéen (« Le chat » en français) tandis que l'on dit Lo gat dans l'ensemble aquitano-pyrénéen. Comme le dit le linguiste Arnaldo Moroldo (Université de Nice), « Il se caractérise par la palatalisation du groupe consonantique latin /CT/: factu > fach ». Par exemple le latin lacte (« lait » en français) devient lach.